# Operation Blue Jay
Operation Blue Jay ist ein US-amerikanischer Dokumentarfilm aus der Reihe The Big Picture. Der Kurzfilm behandelt die Einrichtung der Thule Air Base in Grönland. Er wurde bei der Oscarverleihung 1954 in der Kategorie „Bester Dokumentarkurzfilm“ nominiert.

## Inhalt
Der Film zeigt die Einrichtung der Thule Air Base vom Training der Ingenieure bis zur Eröffnung des Militärflugplatzes in Avanersuaq, Grönland. Der ursprüngliche Codename des Geheimprojekts war Operation Blue Jay.

## Hintergrund
Der Film stammt aus der Reihe The Big Picture, einer Propagandaserie, die im Auftrag der United States Army entstand und von ABC ausgestrahlt wurde. Der Film wurde von Kameramännern des United States Army Signal Corps dokumentiert. Die einleitenden und abschließenden Worte stammen von Sergeant James Mansfield.
Bei der Oscarverleihung 1954 verlor der Film gegen The Alaskan Eskimo von Walt Disney.